# Cleyera
Клейєра (Cleyera) — рід рослин, що складається з 21 виду ніжних вічнозелених кущів (до невеликих дерев), переважно вихідців з Мексики та Центральної Америки, та одного зі Східної Азії. У системі APG III він поміщений у родину Пентафілаксові (Pentaphylacaceae).
Ботанічна назва — в честь Андреаса Клейєра, голландського лікаря сімнадцятого століття. Рослини вирощують для живоплотів або змішаних прикордонних ландшафтів. Хоча вони повільно зростають, з часом можуть досягати 1,8–3 м. Рослини ростуть щільно вертикально, з низькими розгалуженими кронами округлої форми, і їх можна утримувати компактними, періодично зрізуючи кінчики. Листя блискуче, овальної форми, довжиною 6–10 см з темно-зеленими та бронзово-червоними до бордово-тонованих молодими листками. Дуже ароматні маленькі кремово-білі до блідо-жовтих квіток розпускаються на початку літа вільними або ледве злитими пелюстками. Пилок може викликати легкі симптоми алергії. Плоди кулясті, зеленувато-жовті, червоніють до чорних.